# Bracon piger
Bracon piger är en stekelart som först beskrevs av Wesmael 1838.  Bracon piger ingår i släktet Bracon och familjen bracksteklar. Inga underarter finns listade.